# Villavendimio
Villavendimio ist ein nordspanischer Ort und eine Gemeinde (municipio) mit 156 Einwohnern (Stand: 2024) im Osten der Provinz Zamora der Autonomen Gemeinschaft Kastilien-León.

## Lage
Villavendimio liegt etwa 45 Kilometer ostnordöstlich von Zamora in der kastilischen Hochebene in einer Höhe von etwa 725 m. Das Klima im Winter ist durchaus kalt, im Sommer dagegen warm bis heiß; die spärlichen Regenfälle (ca. 433 mm/Jahr) fallen verteilt übers ganze Jahr.

## Bevölkerungsentwicklung
| Jahr      | 1970 | 1981 | 1991 | 2001 | 2011 | 2021 |
| Einwohner | 485  | 314  | 250  | 201  | 192  | 160  |

Der deutliche Bevölkerungsrückgang in der zweiten Hälfte des 20. Jahrhunderts ist im Wesentlichen auf die Mechanisierung der Landwirtschaft und den damit einhergehenden Verlust von Arbeitsplätzen zurückzuführen.

## Sehenswürdigkeiten

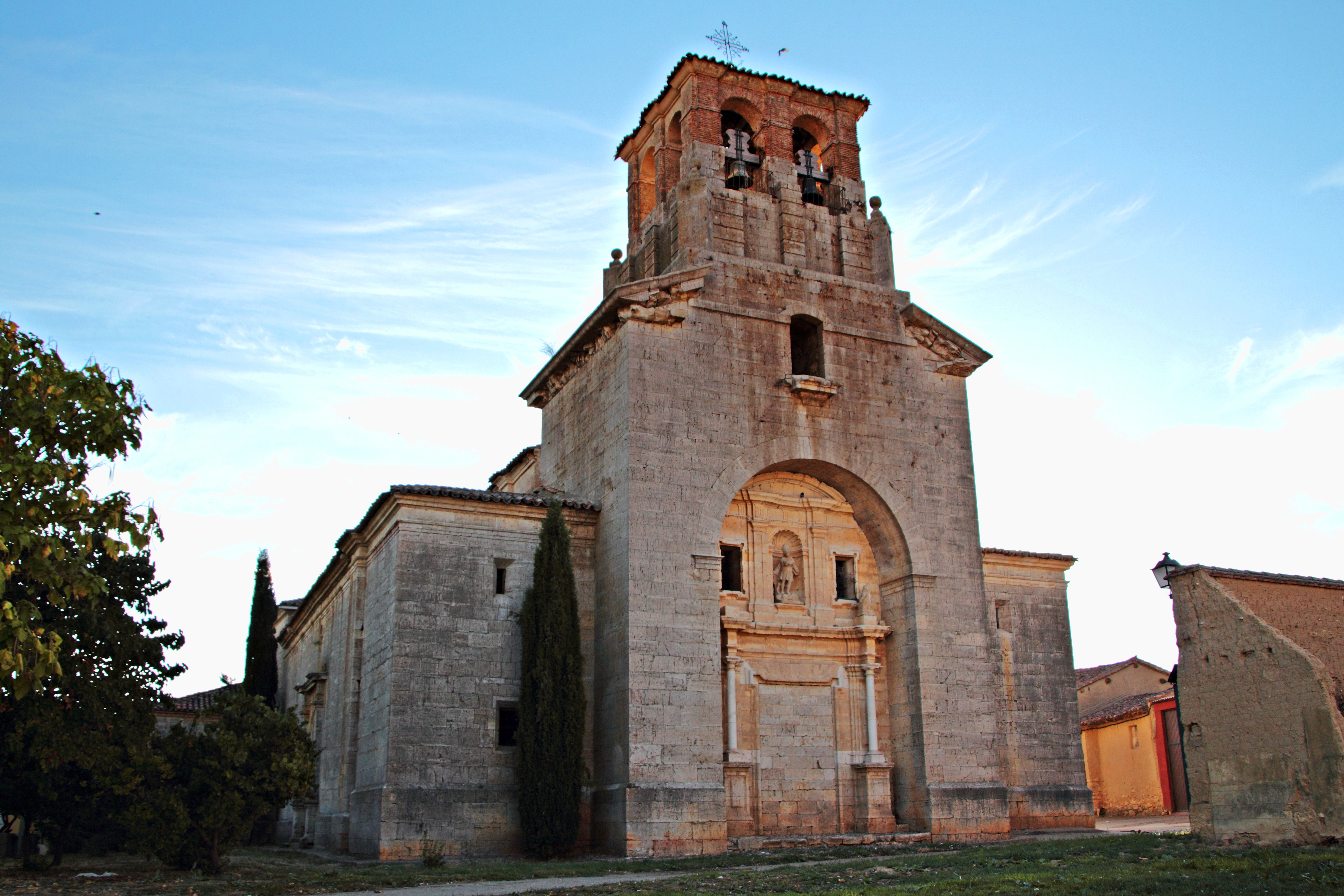
Michaeliskirche
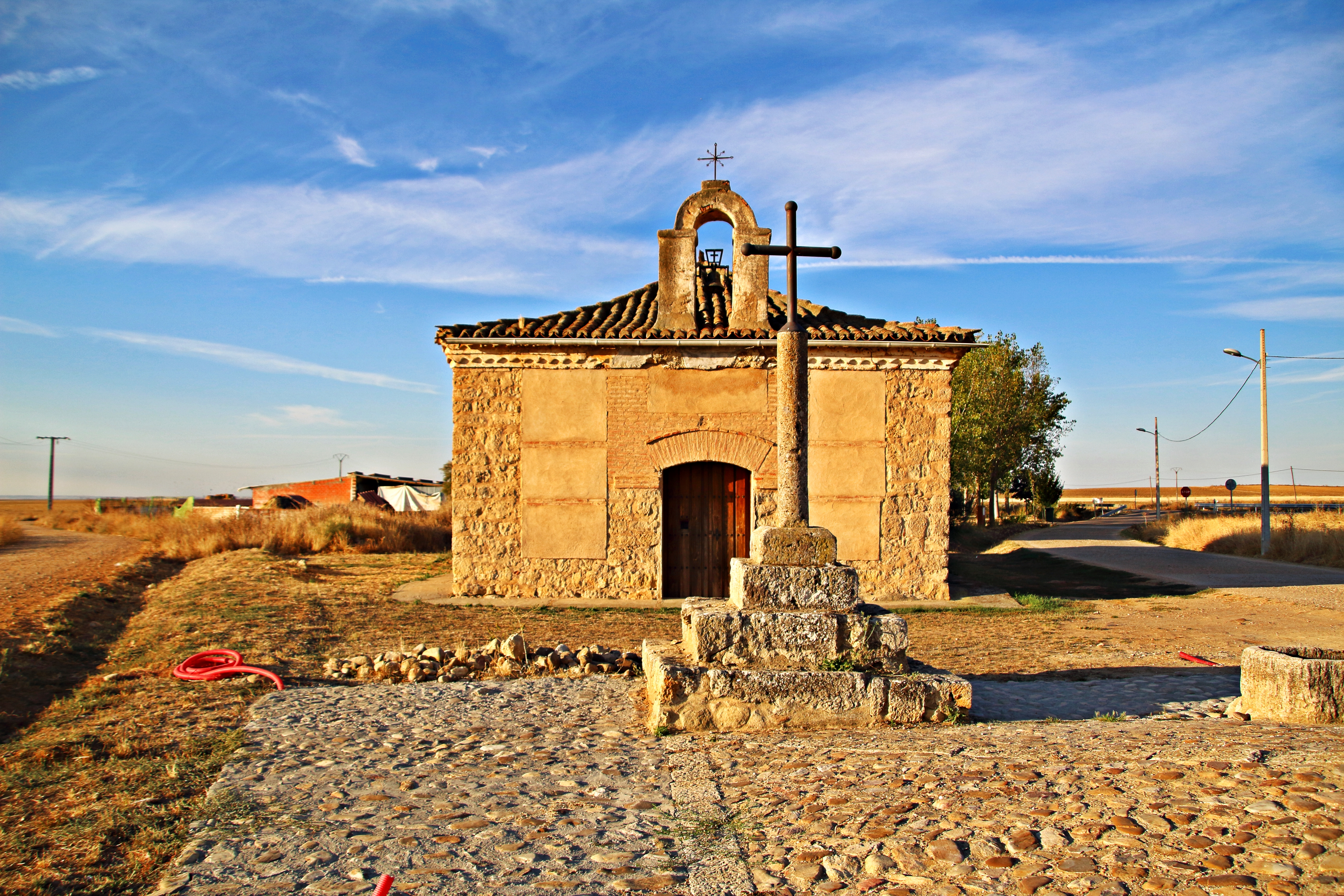
Christuskapelle
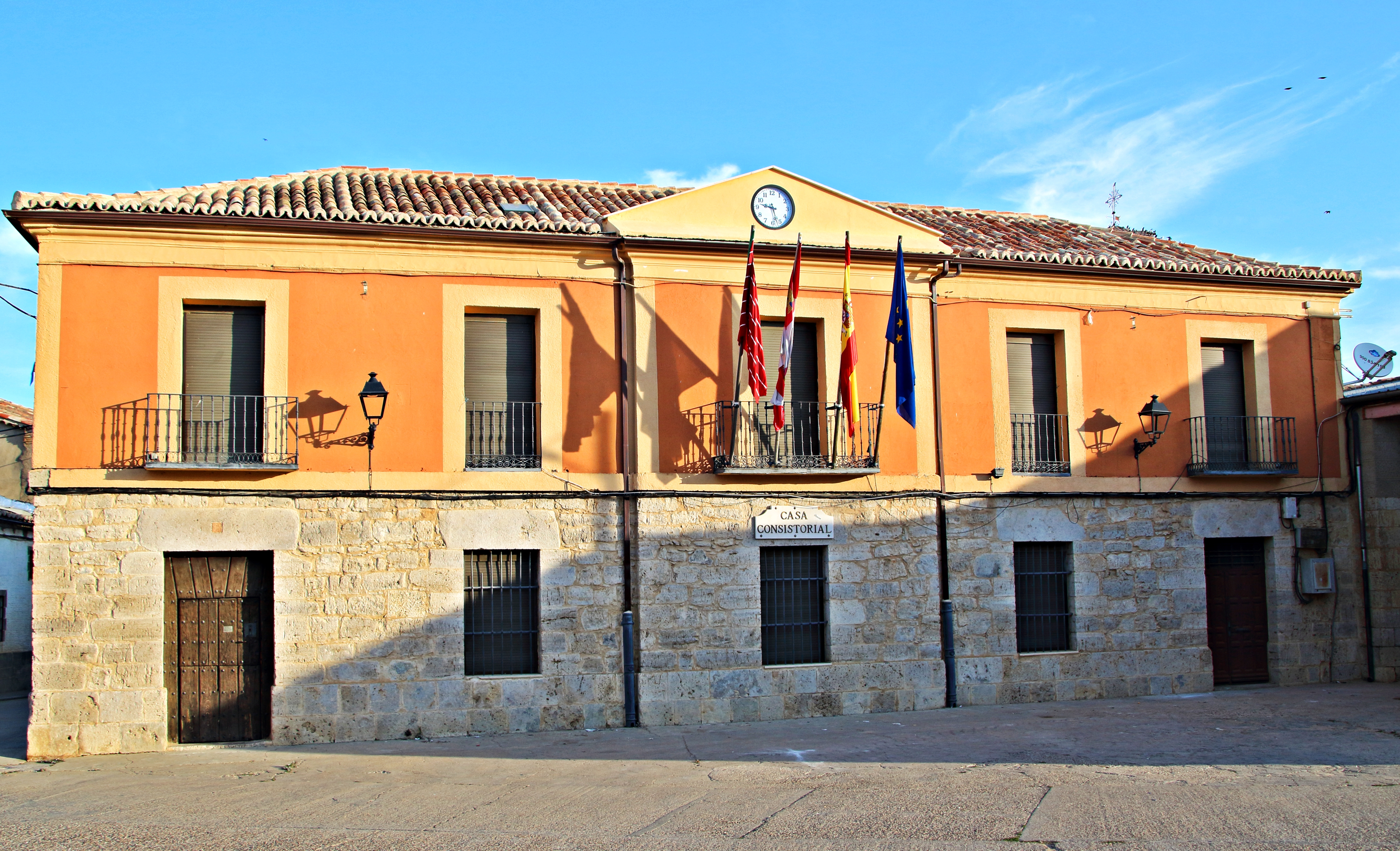
Rathaus

- Michaeliskirche
- Christuskapelle
- Rathaus